# Signo de Trousseau

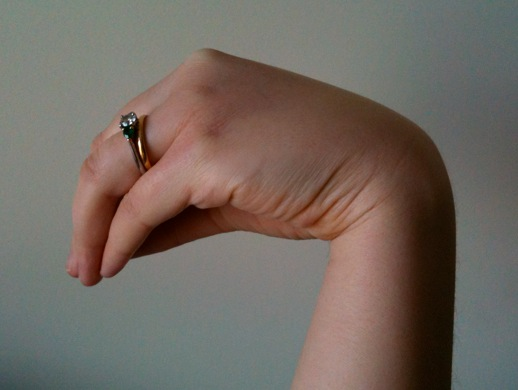
Postura de la mano similar al Signo de Trousseau.

El signo de Trousseau es uno de los signos de tetania observado en situaciones de hipocalcemia.

## Descripción
El signo de Trosseau es un espasmo visible y doloroso del carpo al aumentar la presión del esfigmomanómetro por encima de las cifras sistólicas durante 3 minutos. 
El signo de Trosseau puede ser indicativo de:
- Hipocalcemia (calcio bajo en sangre).
- Hipomagnesemia. (magnesio bajo en sangre).

## Historia
Fue descrito por el médico francés Armand Trousseau en el siglo XIX.
- Datos: Q1458077
- Multimedia: Trousseau sign of latent tetany / Q1458077